# امیلی وارن
امیلی وارن شوارتز (زاده ۲۵ اوت ۱۹۹۲) خواننده و ترانه‌نویس آمریکایی است. او زیر نظر ناشر دکتر لوک است. وی بیشتر به خاطر ترانه‌هایی که برای چندین هنرمند مطرح پاپ از جمله د چینسموکرز، دوآ لیپا، خالید، سیگرید و شان مندز نوشته است، شناخته شده است.

## سنین جوانی و تحصیل
وارن در آپر وست ساید منهتن بزرگ شد، جایی که در مدرسه مقدماتی ترینیتی، از کودکستان تا دبیرستان، تحصیل کرد. او از همان کودکی تمایل به خلاقیت داشت و به‌طور منظم با گروه خود، Emily Warren & the Betters اجرا می‌کرد. وی در سال ۲۰۱۱ در مدرسه هنر تیش پذیرفته شد و در سال ۲۰۱۳ قرارداد آهنگسازی را با نسخه‌های Prescription (Rx) پیشنهاد کرد در سال ۲۰۱۵ وارن از دانشگاه فارغ‌التحصیل شد و شروع به تقسیم زمان خود بین لس آنجلس و لندن کرد.